# 大小谎言 (小说)
《大小谎言》（Big Little Lies）是莉安·莫里亚蒂的一部小说。该书于2014年7月由企鹅出版集团（Penguin Publishing）出版。该小说曾登上《纽约时报》畅销书榜。2015年，它获得了达维特奖（Davitt Award）。

## 情节
简（Jane）是一位单身母亲，她正前往位于悉尼北滩区（Sydney's Northern Beaches）的皮里公立学校（Pirriwee Public School），她的儿子齐吉（Ziggy）即将在那里开始上幼儿园。途中，她遇到了另一位母亲玛德琳（Madeline），她的女儿也在同一天入学。玛德琳的朋友塞莱斯特（Celeste）也正在送她的双胞胎儿子麦克斯（Max）和乔什（Josh）上学。两人与简建立了友谊。她们三人各自都有烦恼：玛德琳怨恨她与前夫所生的女儿与前夫的新妻子邦妮（Bonnie）越来越亲近；塞莱斯特富有银行家丈夫佩里（Perry）对她实施家暴；而简则曾遭强奸，独自抚养儿子齐吉长大。更糟糕的是，在新生入学指导会上，齐吉被指控欺负他未来的同班同学阿玛贝拉（Amabella）。
几个月过去，三人变得亲密起来，简向其他两位女性分享了她的经历。简告诉她们，齐吉是她19岁时被一个名叫萨克森·班克斯（Saxon Banks）的男人强奸后生下的孩子。塞莱斯特和玛德琳意识到那个男人是佩里的表弟，但决定暂时不告诉简。与此同时，塞莱斯特的婚姻变得更加暴力，她开始秘密地接受心理咨询，并在佩里不知情的情况下为自己和儿子们租下了一套公寓。齐吉再次被指控欺负阿玛贝拉，但他再次否认。简发现齐吉知道是谁在伤害阿玛贝拉并保守着这个秘密，她说服齐吉写下那个孩子的名字，结果发现是塞莱斯特的双胞胎儿子之一麦克斯（Max）。但她不知道该如何向塞莱斯特提起这件事。
在皮里公立学校“琐事之夜”（Trivia Night）家长聚会的当晚，乔什告诉塞莱斯特，欺负其他孩子的是麦克斯，而不是齐吉。塞莱斯特意识到麦克斯是在模仿佩里的行为，她终于下定决心离开佩里。然而，佩里发现了塞莱斯特租的公寓，尽管两人发生了激烈的争吵，他们还是一起去参加了“琐事之夜”。
到达学校后，简看到了佩里，并意识到他其实就是当年强奸她的那个男人。她在玛德琳和塞莱斯特面前与佩里对质。塞莱斯特回想起佩里童年时曾用他表弟的名字来逃避麻烦的故事。佩里承认强奸了简，但毫无悔意。在随之而来的争吵中，佩里动手打了塞莱斯特。邦妮目睹了这一切，盛怒之下推了佩里一把，导致他从阳台坠落身亡。
在坠楼事件发生后，玛德琳得知邦妮的父亲也曾有暴力行为，看到佩里的暴行勾起了她目睹父亲殴打母亲的回忆。当时在阳台上的所有人都决定撒谎以保护邦妮，但邦妮最终选择了自首。她被判过失杀人罪成立，处以200小时的社区服务令。佩里死后一年，塞莱斯特在一家家庭法律事务所工作，并为齐吉设立了一个信托基金。她开始公开讲述自己遭受虐待的经历，演讲的开场白是：“这种事可能发生在任何人身上。”

## 创作
莫里亚蒂创作这个故事的主要灵感源于一次电台访谈，访谈中一位女性讲述了她父母间虐待性的关系。 这位女性叙述了她即使在成年后，为了躲避父母的争吵仍会藏到床底下的经历，莫里亚蒂最终将这一经历作为书中的一个场景。最初，这本书打算以三位主角各自的第一人称视角叙述，但莫里亚蒂很快改变了主意，改为在故事部分之间插入次要角色的陈述。

## 评价
《大小谎言》普遍获得了评论家的好评，他们赞扬了该书在幽默与家暴等严肃议题之间取得的平衡。《纽约时报》的珍妮特·玛斯林（Janet Maslin）写道：“一本看似轻松的书突然触及了残酷的现实，其方式可能让《大小谎言》比《别对我说谎》[莫里亚蒂的前一部作品] 更具持久力。”《今日美国》的罗伯塔·伯恩斯坦（Roberta Bernstein）给出了四星满分中的三星，认为它“是一次有趣、引人入胜且时而令人不安的阅读体验，即使书中角色更像是概念而非有血有肉的人物。”《娱乐周刊》的莉娅·格林布拉特（Leah Greenblatt）给出了A级评分，并指出，尽管这本书属于“小妞文学”（chick-lit）范畴，但莫里亚蒂提供的“洞见[并未]因此减少其智慧、趣味或真实性，即使她有时喜欢用香槟作比喻或把故事‘挂’在鞋子上。”《华盛顿邮报》的卡罗尔·梅莫特（Carol Memmott）写道：“它有力地反对了家庭暴力，同时又能让我们嘲笑那些穿着滑稽服装参加派对、看起来更像初中生舞会的成年人们。”